# Laurence BonJour
Laurence BonJour (31 d'agost de 1943) és un filòsof americà i professor emèrit de Filosofia a la Universitat de Washington. Les seves àrees d'expertesa són l'epistemologia, Kant i l'empirisme britànic.

## Obra
- The Structure of Empirical Knowledge. (Cambridge, MA: Harvard University Press, 1985), pp. xiii, 258.
- In Defense of Pure Reason. (Londres: Cambridge University Press, 1998), pp. xiv, 232.
- Epistemology: Classic Problems and Contemporary Responses. (Lanham, MD: Rowman & Littlefield, 2002), pp. viii, 283.
- Epistemic Justification: Internalism vs. Externalism, Foundations vs. Virtues (conjuntament amb Ernest Sosa). (Oxford: Blackwell, 2003), pp. vii, 240.
- Philosophical Problems: An Annotated Anthology (conjuntament amb Ann Baker). (Nova York: Longman, 2005), pp. xvi, 876.